# 지질 (생물학)

일반적인 지질들의 구조. 위에서부터 콜레스테롤, 지방산인 올레산, 글리세롤 골격에 올레일, 스테아로일, 팔미토일 사슬이 결합된 트라이글리세라이드, 맨 아래는 인지질인 포스파티딜콜린이다.

지질(脂質, 영어: lipid)은 생물학 및 생화학에서 비극성 용매에 용해되는 생체분자들을 총칭한다. 비극성 용매는 일반적으로 물에 잘 용해되지 않는, 다른 자연적으로 생성된 탄화수소 지질 분자를 용해시키는 데 사용되는 탄화수소이다. 지질은 지방산 아실, 왁스, 스테롤, 지용성 비타민(예: 비타민 A, 비타민 D, 비타민 E, 비타민 K), 모노글리세라이드, 다이글리세라이드, 트라이글리세라이드 및 인지질 등을 포함한다.
지질의 기능으로는 에너지 저장, 신호전달 및 세포막의 구조적 성분으로서의 역할 등이 있다. 지질은 화장품 산업, 식품 산업, 뿐만 아니라 나노 기술에도 적용된다.
과학자들은 때때로 지질을 소수성 또는 양친매성 분자로 넓게 정의한다. 일부 지질의 양친매성은 수용성 환경에서 소포, 리포솜 또는 막과 같은 구조를 형성하게 한다. 생물학적 지질은 케토아실 또는 아이소프렌으로부터 전체적 또는 부분적으로 유래한다. 이러한 접근법에 따르면 지질은 8가지 부류로 구분할 수 있다. 이들 8가지 부류는 케토아실의 축합으로부터 유래된 6가지인 지방산, 글리세로지질, 글리세로인지질, 스핑고지질, 사카로지질, 폴리케타이드 및 아이소프렌의 축합으로부터 유래된 2가지인 스테롤 지질, 프레놀 지질이다.
지질이라는 용어는 때때로 지방의 동의어로 사용되기도 하지만, 트라이글리세라이드라고 불리는 지방은 지질의 종류 중 하나이다. 지질은 또한 지방산 및 그 유도체(모노글리세라이드, 다이글리세라이드, 트라이글리세라이드 및 인지질을 포함) 뿐만 아니라 콜레스테롤과 같은 다른 스테롤 함유 대사산물들을 포함한다. 사람 및 다른 포유류들은 지질을 분해하고 합성하기 위해 다양한 대사경로들을 사용하지만 일부 필수 지질은 생합성 할 수 없으며 음식물을 통해서 섭취해야 한다.

## 역사
지질(lipid, 그리스어 "lipo-"는 "지방(fat)"을 의미함)은 세포의 구조 및 다양한 생화학적 역할 외에도 에너지의 주요 저장 형태로 신체에 매우 중요하다. 따라서 지질은 특성이 서로 다른 화합물들의 그룹이기 때문에 정확하게 정의하기가 다소 어렵다.
지질은 물에 비교적 불용성이고, 실질적으로 또는 잠재적으로 지방산과 관련되어 있고, 살아 있는 세포에 의해 이용될 수 있으며, 유기 용매(예: 알코올, 에테르 등)에 가용성인 유기 화합물로 간주될 수 있다.
1815년에 지질은 지방(고체)과 기름(액체)의 2가지 범주로 분류되었다. 1823년에 미셸 외젠 슈브뢰이는 지질을 기름, 그리스, 탤로, 왁스, 레진, 발삼, 휘발성 기름(또는 에센셜 오일)로 보다 세분화하여 분류했다.
1844년에 테오필 질 펠루즈는 진한 황산의 존재 하에 뷰티르산과 글리세롤을 반응시켜서 트라이글리세라이드 분자(트라이뷰티린)를 최초로 합성하였다. 1853년~1854년에 펠루즈의 제자인 피에르 베르텔로는 HCl 기체의 존재하에 100 °C에서 지방산과 글리세롤을 반응시켜 트라이스테아린과 트라이팔미틴을 합성하였다.
1827년에 윌리엄 프라우트는 단백질, 탄수화물과 함께 지방을 사람과 동물에 중요한 영양소로 인식했다.
한 세기 동안 화학자들은 "지방"을 지방산과 글리세롤로 구성된 지질로만 여겼으나, 후에 새로운 지질의 형태가 설명되었다. 1847년에 시어도어 니콜라스 고블리는 포유류의 뇌와 계란에서 자신이 "레시틴"이라고 명명한 인지질을 발견했다. 요한 루드비히 빌헬름 투디쿰은 사람의 뇌에서 인지질(포스파티딜에탄올아민), 당지질(세레브로사이드), 스핑고지질(스핑고미엘린)을 발견했다.
과거에 "지질(lipid)"이라는 용어는 연구자들에 따라 "리포이드(lipoid)", "리핀(lipin)", "리파이드(lipide)"로 다양하게 사용되었다. 1912년에 로젠블룸(Rosenbloom)과 기스(Gies)는 "리포이드(lipoid)"를 "리핀(lipin)"으로 대체할 것을 제안했다. 1920년에 블로어는 리포이드를 단순 리포이드(그리스 및 왁스), 복합 리포이드(포스포리포이드 및 글리코리포이드), 유도된 리포이드(지방산, 알코올, 스테롤)라는 3가지 부류로 새롭게 분류하였다.
"지질(lipid)"이라는 단어는 그리스어 "lipos" (지방(fat)이란 뜻)에서 유래하였고, 1923년에 가브리엘 베르트랑이 처음으로 사용하였다. 베르트랑은 전통적인 지방(글리세라이드) 뿐만 아니라 복잡한 조성의 지질도 개념에 포함시켰다.
1947년에 토머스 퍼시 힐디치는 지질을 그리스와 왁스(진정밀랍, 스테롤, 알코올)를 포함하는 "단순 지질"과 인지질과 당지질을 포함하는 "복합 지질"로 나누었다.

## 지질의 종류

### 지방산 아실

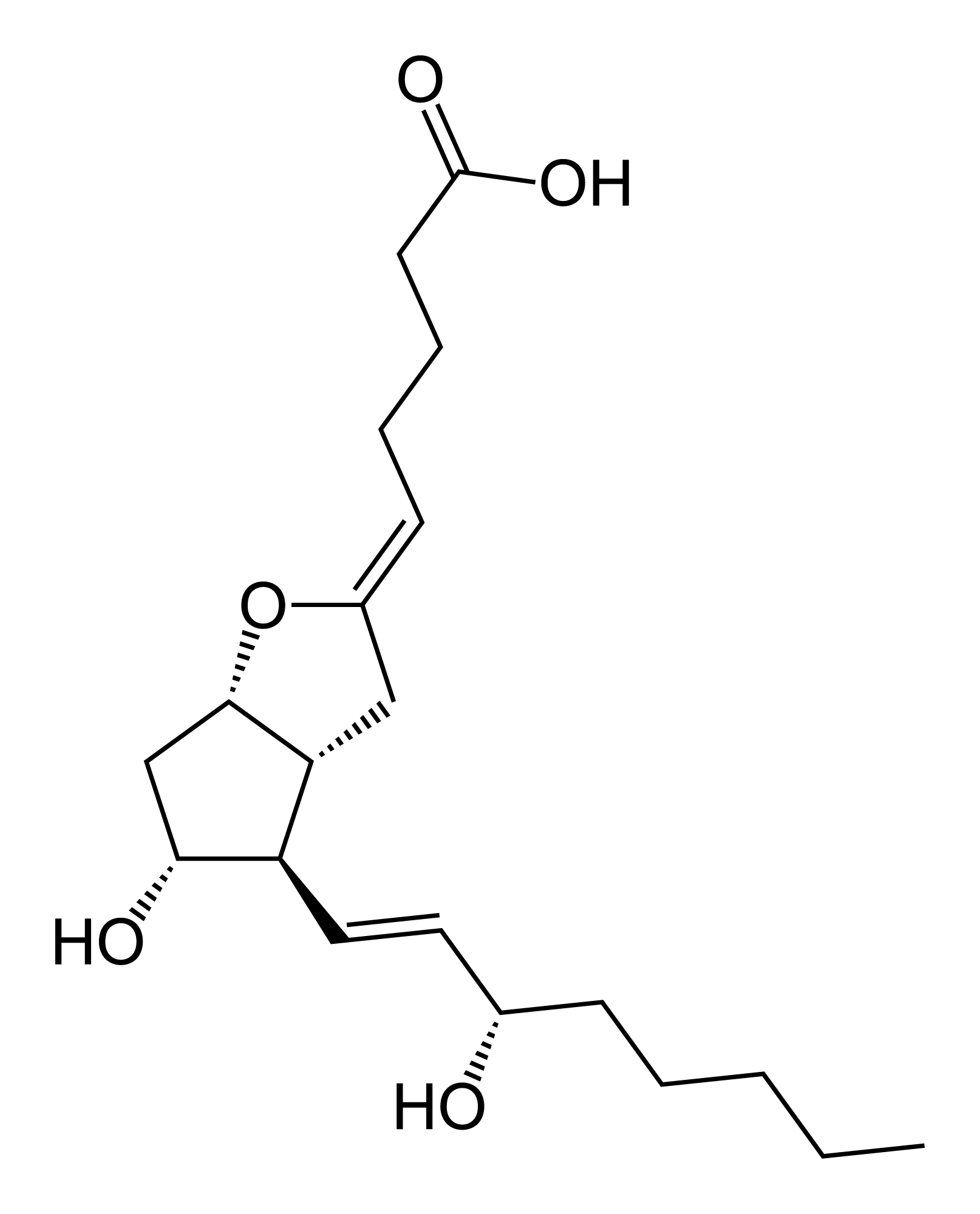
프로스타사이클린 I_{2}(에이코사노이드의 일종인 프로스타글란딘의 예)

류코트라이엔 B_{4}(에이코사노이드의 일종인 류코트라이엔의 예)

지방산 아실은 지방산 합성 과정에서 말로닐-CoA 또는 메틸말로닐-CoA를 이용하여 아세틸-CoA 프라이머에 탄소 사슬을 신장시키는 과정을 통해 형성되는 다양한 분자들을 지칭한다. 지방산은 카복시기로 종결되는 탄화수소 사슬로 구성되어 있으며, 이러한 배열로 인해 극성이면서 친수성인 말단과 물에 잘 녹지 않는 비극성이면서 소수성인 말단을 가지는 분자가 된다. 지방산은 생물학적 지질의 가장 기본적인 범주 중 하나이며, 구조적으로 보다 복잡한 지질을 만드는 데 사용된다. 일반적으로 4~24개의 탄소로 구성되는 탄소 사슬은 포화되거나 불포화될 수 있으며, 산소, 할로젠, 질소, 황이 포함된 작용기가 부착될 수도 있다. 지방산이 이중 결합을 포함하고 있으면 시스 또는 트랜스 기하 이성질화 현상이 일어날 수 있고, 이는 분자의 입체배치에 크게 영향을 미칠 수 있다. 시스 이중 결합은 지방산 사슬을 구부러지게 하며, 이는 사슬에서 더 많은 이중 결합이 만들어지게 하는 효과를 낸다. 식물의 틸라코이드 막에서 가장 풍부한 지방산이며, 18개의 탄소로 구성된 리놀렌산에서 3개의 이중 결합은 저온 환경에서도 막을 유동적으로 만들어주고, 엽록체의 고해상도 13C NMR 스펙트럼에서 리놀렌산이 선명한 피크를 띄도록 한다. 이는 세포막의 구조와 기능에 중요한 역할을 한다. 트랜스 형태는 일부 천연 지빙과 기름, 부분적으로 수소화된 지방과 기름에 존재하지만, 자연에서 생성되는 지방산의 대부분은 시스 형태이다.
생물학적으로 중요한 지방산 유도체의 예로는 아라키돈산으로부터 주로 유도되는 에이코사노이드가 있다. 에이코사노이드에는 프로스타글란딘, 트롬복산, 류코트라이엔의 3가지 종류가 있다. 도코사헥사엔산은 특히 시각과 관련하여 생물에서 중요하다. 지방산의 범주에 속하는 다른 주요 지질로는 지방산 에스터와 지방산 아마이드가 있다. 지방산 에스터는 왁스 에스터, 지방산 싸이오에스터 조효소 A 유도체, 지방산 싸이오에스터 아실기 운반 단백질 유도체, 지방산 카르니틴과 같은 중요한 생화학적 중간생성물들을 포함한다. 지방산 아마이드는 칸나비노이드 신경전달물질인 아난다마이드와 같은 N-아실에탄올아민을 포함한다.

### 글리세로지질

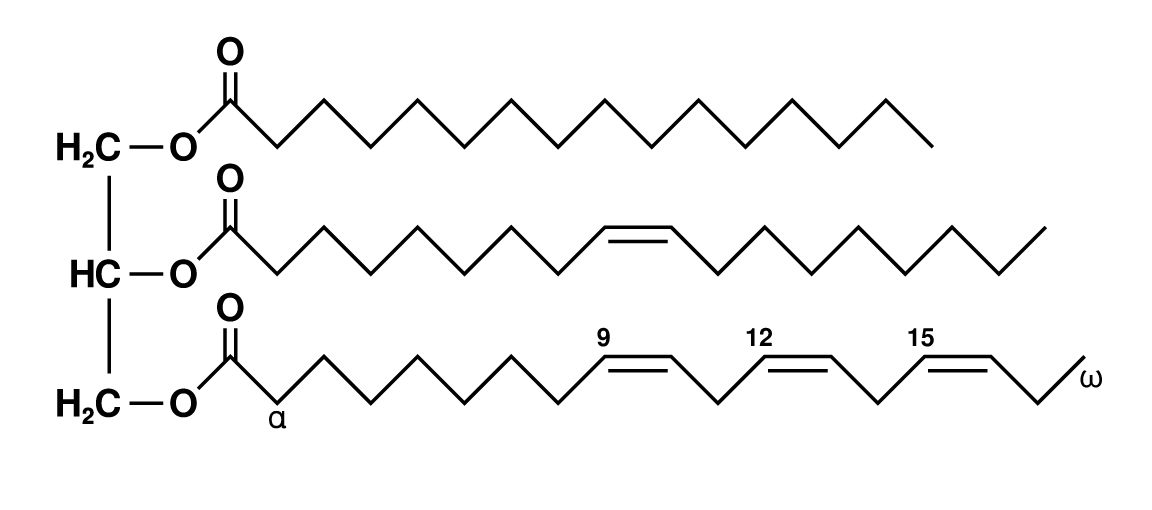
불포화 지방산으로 구성된 트라이글리세라이드(C_{55}H_{98}O_{6})의 예. 왼쪽 부분: 글리세롤, 오른쪽은 위에서부터 팔미트산, 올레산, α-리놀렌산이다.

글리세로지질은 글리세롤의 하이드록시기가 지방산 사슬로 치환된 것이며, 가장 잘 알려진 것은 트라이글리세라이드라고 불리는 글리세롤의 지방산 트라이에스터이다. 트라이아실글리세롤은 트라이글리세라이드와 동의어로 사용된다. 트라이글리세라이드에서 글리세롤의 3개의 하이드록시기는 서로 다른 지방산에 의해 각각 에스터화된다. 트라이글리세라이드는 저장 에너지원으로 기능을 하기 때문에, 동물 조직에서 저장 지방의 대부분을 차지한다. 지방 대사의 초기 단계는 트라이글리세라이드의 에스터 결합을 가수분해하고 지방 조직으로부터 글리세롤과 지방산을 방출하는 것이다.
글리세로지질의 하위 분류인 글리코실글리세롤은 글리세롤에 한 개 이상의 당이 글리코사이드 결합에 의해 부착된 것이다. 이런 지질들의 구조적인 활용의 예로는 식물 세포막에서 발견되는 다이갈락토실다이아실글리세롤 및 포유류의 정자에서 발견되는 세미노지질 등이 있다.

### 글리세로인지질

포스파티딜에탄올아민의 구조

일반적으로 인지질(스핑고미엘린은 인지질로도 분류됨)로 지칭되는 글리세로인지질은 자연계에서 광범위하게 존재하며, 세포막의 인지질 이중층의 주요 구성 성분일 뿐만 아니라 물질대사 및 세포 신호전달에도 관여한다. 신경 조직(뇌를 포함)은 비교적 많은 양의 글리세로인지질을 함유하고 있으며, 이들 조성 변화는 다양한 신경 장애와 관련이 있다. 글리세로인지질은 진핵생물 및 진정세균에서 글리세롤 골격의 3번 탄소의 극성 머리 부분의 성질 또는 고균의 경우에 글리세롤 골격의 1번 탄소의 극성 머리 부분의 성질에 따라 별개의 부류로 세분화될 수 있다.
생체막에서 발견되는 글리세로인지질의 예로는 포스파티딜콜린, 포스파티딜에탄올아민, 포스파티딜세린 등이 있다. 세포막의 주요 구성 성분 및 세포 내 또는 세포 간 단백질에 대한 결합 부위로 작용하는 것 외에도, 포스파티딜이노시톨 및 포스파티드산과 같은 진핵세포의 일부 글리세로인지질들은 막에서 유래한 2차 전달자이거나 2차 전달자의 전구체이다. 일반적으로 글리세롤의 한 개 또는 두 개의 하이드록시기는 긴사슬 지방산으로 아실화되지만, 고균에서는 알킬기가 연결된 글리세롤인지질, 1Z-알켄일기가 연결된(플라스말로젠) 글리세로인지질, 다이알킬에터 변이체들이 발견된다.

### 스핑고지질

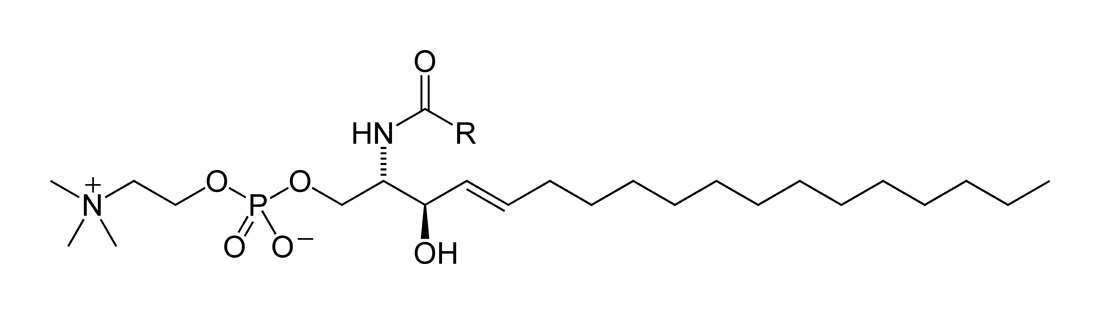
스핑고미엘린의 구조

스핑고지질은 공통적인 구조적 특징을 공유하는 복잡한 화합물 군으로, 아미노산인 세린과 긴사슬 지방산 아실-CoA로부터 신생합성된 스핑고신을 기본 골격으로 가지고 있다. 스핑고신은 세라마이드, 포스포스핑고지질, 당스핑고지질 및 기타 화합물들로 전환될 수 있다. 지방산이 스핑고신의 2번 탄소의 아미노기(−NH2)에 아마이드 결합으로 연결되면 세라마이드를 형성한다. 세라마이드는 모든 스핑고지질들의 모체 화합물이다. 지방산은 전형적으로 탄소 수가 16~26개인 포화 지방산 또는 단일불포화 지방산이다.
포유류는 주요 포스포스핑고지질로 스핑고미엘린(세라마이드 포스포콜린)을 가지고 있고, 곤충은 주로 세라마이드 포스포에탄올아민을 가지고 있으며, 균류는 머리 부분에 만노스를 함유한 피토세라마이드 포스포이노시톨을 가지고 있다. 당스핑고지질은 세라마이드의 1번 탄소에 1개 이상의 당 잔기가 글리코사이드 결합으로 연결된 다양한 분자군이다. 당스핑고지질의 예로는 세레브로사이드 및 강글리오사이드 등이 있다.

### 스테롤 지질

콜레스테롤의 화학 구조

콜레스테롤 및 콜레스테롤 유도체와 같은 스테롤 지질들은 글리세로인지질 및 스핑고미엘린과 함께 막지질의 중요한 성분이다. 스테롤의 다른 예로는 담즙산 및 담즙산의 콘쥬게이트가 있으며, 이들은 포유류에서 콜레스테롤의 산화된 유도체이며 간에서 합성된다. 식물의 스테롤은 피토스테롤이라고 하며, 예로는 β-시토스테롤, 스티그마스테롤, 브라시카스테롤 등이 있다. 브라시카스테롤은 조류의 생장에 대한 바이오마커로도 사용된다. 균류의 세포막에서 주된 스테롤은 에르고스테롤이다.
스테롤은 수소 원자들 중 하나가 탄소 사슬의 3번 위치에서 하이드록시기로 치환된 스테로이드이다. 4개의 고리 구조를 가지고 있는 스테로이드는 호르몬 및 신호전달 분자로 생물학적으로 중요한 역할을 한다. C18(18개의 탄소) 스테로이드는 에스트로젠 군을 포함하는 반면, C19 스테로이드는 테스토스테론 및 안드로스테론과 같은 안드로젠을 포함한다.  C21 스테로이드는 당질 코르티코이드 및 무기질 코르티코이드 뿐만 아니라 프로게스토젠을 포함한다. 다양한 형태의 비타민 D를 포함하는 세코스테로이드는 스테로이드 핵 구조의 B고리의 절단을 특징으로 한다.

### 프레놀 지질

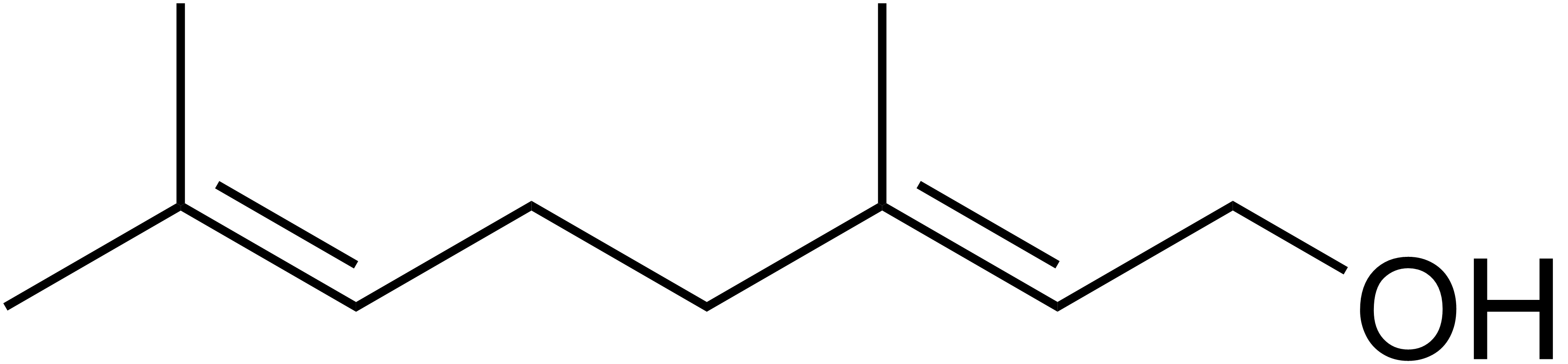
프레놀 지질인 2E-제라니올

프레놀 지질은 주로 메발론산 경로를 통해 생성되는 5탄소 전구물질인 아이소펜테닐 피로인산 및 다이메틸알릴 피로인산으로부터 합성된다. 단순한 아이소프레노이드(선형 알코올, 이인산 등)는 C5 단위체를 연속적으로 첨가하여 형성되며, 이러한 테르펜 단위체의 수에 따라 분류된다. 40개 이상의 탄소를 가지고 있는 구조는 폴리테르펜으로 알려져 있다. 카로티노이드는 항산화제 및 비타민 A의 전구체로 기능하는 중요한 단순 아이소프레노이드이다. 또 다른 생물학적으로 중요한 부류의 분자로는 비아이소프레노이드 기원의 퀴노이드 코어에 부착된 아이소프레노이드 꼬리를 가지고 있는 퀴논 및 하이드로퀴논이 있다. 유비퀴논 뿐만 아니라 비타민 E와 비타민 K도 이러한 부류의 예이다. 원핵생물은 산소에 부착된 말단의 아이소프레노이드 단위가 불포화된 상태로 남아 있는 폴리프레놀(박토프레놀이라 함)을 합성하는 반면, 동물의 폴리프레놀(돌리콜이라 함)의 말단 아이소프레노이드는 환원되어 있다.

### 사카로지질

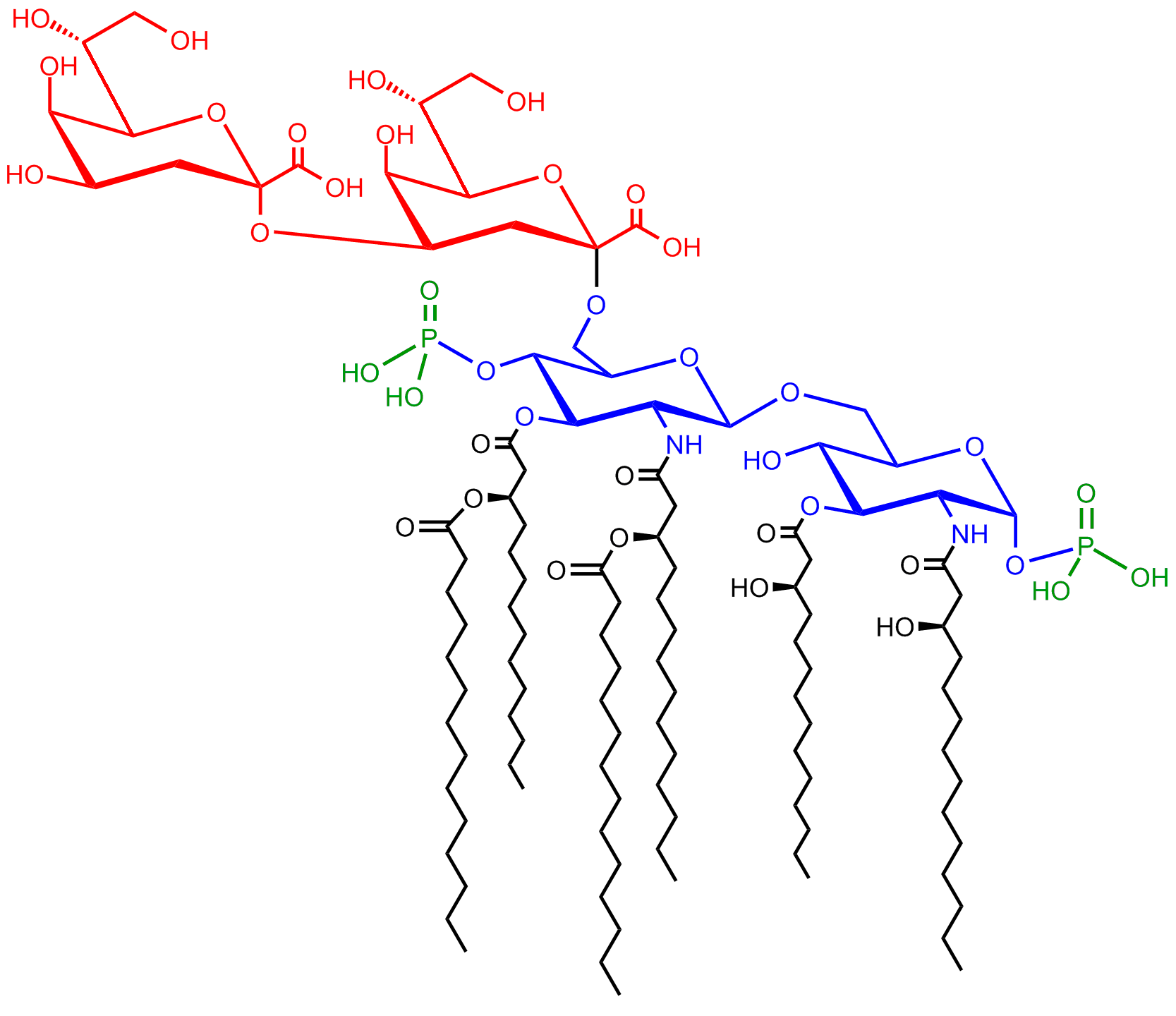
사카로지질인 Kdo_{2}-지질 A의 구조. 글루코사민 잔기는 파란색, Kdo 잔기는 빨간색, 아실 사슬은 검은색, 인산기는 녹색으로 표시되어 있다.

사카로지질은 지방산이 당 골격에 직접 연결되어 막 이중층과 호환되는 구조를 형성하는 화합물을 말한다. 사카로지질에서 단당류는 글리세로지질 및 글리세로인지질에 존재하는 글리세롤 골격을 대체한다. 가장 잘 알려진 사카로지질은 그람 음성세균에서 지질다당류의 지질 A 구성 성분의 아실화된 글루코사민 전구체이다. 전형적인 지질 A 분자는 글루코사민의 이당류이며, 이는 최대 7개의 지방산 아실 사슬을 가질 수 있다. 대장균에서 생장에 필요한 최소한의 지질다당류는 2개의 3-디옥시-D-만노-옥트-2-울로손산(Kdo) 잔기로 글리코실화된 글루코사민의 헥사 아실화된 이당류인 Kdo2-지질 A이다.

### 폴리케타이드
폴리케타이드는 고전적인 효소 뿐만 아니라 지방산 생성효소와 기계적인 특징을 공유하는 반복 및 다중 모듈화 효소에 의해 아세틸 및 프로피오닐 서브유닛의 중합에 의해 합성된다. 폴리케타이드는 동물, 식물, 세균, 균류 및 해양 공급원으로부터 유래한 많은 2차 대사산물과 천연물로 구성되어 있으며, 큰 구조적 다양성을 가지고 있다. 많은 폴리케타이드들은 골격이 종종 글리코실화, 메틸화, 하이드록실화, 산화 또는 다른 과정에 의해 추가로 변형된 고리형 분자이다. 일반적으로 사용되는 많은 항균제, 항기생충제, 항암제는 에리트로마이신, 테트라사이클린, 아버멕틴, 에포틸론 등과 같은 폴리케타이드 또는 폴리케타이드 유도체들이다.

## 생물학적 기능

### 막
진핵세포는 상이한 생물학적 기능을 수행하는 구획하는 막으로 둘러싸인 세포소기관을 특징으로 한다. 글리세로인지질은 세포의 원형질막 및 세포소기관의 막처럼 생체막의 주요 구조적 구성 성분이다. 동물세포에서 원형질막은 세포 외 환경으로부터 세포 내 구성 요소를 물리적으로 분리시킨다. 글리세로인지질은 글리세롤에 에스터 결합으로 연결된 2개의 지방산 꼬리 부분(소수성)과 인산 에스터 결합으로 연결된 인산을 포함한 머리 부분(친수성)으로 구성된 양친매성 분자이다. 글리세로인지질은 생체막의 주요 성분이며, 스핑고미엘린 및 스테롤(주로 동물 세포막의 콜레스테롤)과 같은 다른 비글리세라이드 지질 성분도 생체막에서 발견된다. 식물, 조류 및 특정 세균에서 인산기가 없는 갈락토실다이아실글리세롤 및 설포퀴노보실다이아실글리세롤은 엽록체와 관련된 세포소기관의 막의 중요한 구성 요소이며, 고등 식물, 조류, 특정 세균의 광합성 조직에서 가장 풍부한 지질이다.
식물의 엽록체의 틸라코이드 막은 가장 큰 지질 성분으로 지질 이중층을 형성하지 않는 모노갈락토실 다이글리세라이드를 가지고 있으며, 얼마 안되는 인지질을 가지고 있다. 이러한 독특한 지질 조성에도 불구하고, 엽록체의 틸라코이드 막은 자기 공명 및 전자 현미경 연구에 의해 밝혀진 바와 같이 동적 지질 이중층 매트릭스를 가지고 있는 것으로 나타났다.

인지질의 자기 조직화: 구형 리포솜, 미셀, 지질 이중층.

생체막은 층상의 지질 이중층 구조이다. 지질 이중층의 형성은 위에서 설명한 글리세로인지질이 수용성 환경에 있을 때 에너지적으로 선호되는 과정이다. 이것은 소수성 효과로 알려져 있다. 물 속에서 지질의 친수성 머리 부분은 물 쪽으로 향해 정렬되는 반면, 소수성 꼬리 부분은 물과의 접촉을 최소화하고 함께 모여 소포를 형성하려는 경향이 있다. 지질의 농도에 따라 이러한 생물리학적 상호작용은 미셀, 리포솜 또는 지질 이중층을 형성하게 한다. 다른 응집체들도 관찰되며, 양친매성 지질 행동의 다형성의 일부를 형성한다. 지질 다형성은 생물리학의 연구 분야이며, 학문 연구의 주제이다. 미셀 및 지질 이중층은 소수성 상호작용으로 알려진 과정에 의해 극성 매질에서 형성된다. 극성 환경에서 지용성 또는 양친매성 물질을 용해시킬 때, 극성 분자(예: 수용액에서 물)는 양친매성 분자의 소수성 부분과 수소 결합을 형성하지 않기 때문에 극성 분자는 용해된 지질 주위에 보다 더 정렬된 상태로 배열한다. 따라서 수용성 환경에서 물 분자는 용해된 지질 분자 주위에 질서가 있는 클라스레이트 케이지를 형성한다.
원시세포의 막으로 지질의 형성은 생명의 기원에 대한 모델에서 핵심적인 단계를 나타낸다.

### 에너지 저장
지방 조직에 저장되는 트라이글리세라이드는 동물과 식물에서 에너지 저장의 주요 형태이다. 트라이글리세라이드는 완전히 환원된 구조이기 때문에 주요 에너지원이다. 순수 질량당 에너지의 절반만 기여하는 글리코젠에 비해 트라이글리세라이드의 탄소들은 탄수화물과는 달리 모두 수소와 결합하고 있다. 지방 세포는 동물에서 트라이글리세라이드의 연속적인 합성 및 분해를 위해 고안되었으며, 분해는 주로 호르몬 민감성 효소인 라이페이스의 활성화에 의해 조절된다. 탄수화물 및 단백질이 분해되면 4 kcal/g의 에너지를 공급할 수 있는 반면, 지방산이 분해되면 이의 2배 이상인 9 kcal/g의 에너지를 공급할 수 있다. 먹지 않고 먼 거리를 비행해야 하는 철새는 비행의 연료로 트라이글리세라이드 형태로 저장된 에너지를 사용한다.

### 세포 신호전달
최근에 지질 신호전달이 세포 신호전달의 중요한 부분이라는 증거가 나타났다. 지질 신호전달은 G 단백질 연결 수용체 또는 핵 수용체의 활성화를 통해 일어날 수 있으며, 몇몇 상이한 지질 부류의 분자들이 신호전달 분자 및 2차 전달자로 확인되었다. 여기에는 칼슘 동원, 세포 생장 및 세포자살에 관여하는 강력한 메신저 분자로 세라마이드로부터 유도된 스핑고지질인 스핑고신 1-인산, 단백질 키네이스 C의 칼슘-매개 활성화에 관여하는 다이아실글리세롤 및 포스파티딜이노시톨 인산(PIP), 염증 및 면역에 관여하는 지방산으로부터 유래한 에이코사노이드의 한 종류인 프로스타글란딘, 생식, 물질대사, 혈압과 같은 다수의 기능을 조절하는 에스트로젠, 테스토스테론, 코르티솔과 같은 스테로이드 호르몬, 그리고 간 X 수용체의 작용제인 25-하이드록시콜레스테롤과 같은 옥시스테롤이 포함된다. 포스포티딜세린은 세포자살 세포 또는 세포 조각의 식세포작용에 대한 신호전달에 관여하는 것으로 알려져 있다. 이들은 세포질 쪽에 위치한 플립페이스를 불활성화시키고, 인지질의 방향을 뒤섞는 인지질 스크램블레이스의 활성화시킨 후에 세포막의 세포 바깥쪽으로 노출시킴으로써 이를 달성한다. 이것이 일어난 후에 다른 세포들은 포스파티딜세린을 인식하고, 이를 노출시키는 세포나 세포 단편을 식세포작용을 한다.

### 기타 기능
아이소프렌 기반의 지질인 지용성 비타민(비타민 A, 비타민 D, 비타민 E, 비타민 K)은 다양한 기능을 가지고 있으며, 간과 지방 조직에 저장된 필수 영양소이다. 아실-카르니틴은 β 산화를 겪는 미토콘드리아 안팎의 지방산의 운반 및 대사에 관여한다. 폴리프레놀 및 폴리프레놀의 인산화된 유도체들은 또한 중요한 운반 역할을 수행하는 데, 이 경우 막을 통한 올리고당의 수송이다. 폴리프레놀 인산 당 및 폴리프레놀 이인산 당은 세포 외 다당류의 생합성(예: 세균에서 펩티도글리칸의 중합) 및 진핵생물의 단백질 N-글리코실화에서 세포질 외 글리코실화 반응에서 기능을 한다. 카르디올리핀은 미토콘드리아 내막에 특히 풍부한 4개의 아실 사슬 및 3개의 글리세롤기를 가지고 있는, 글리세로인지질의 하위 부류이다. 카르디올리핀은 산화적 인산화와 관련된 효소들을 활성화시키는 것으로 여겨진다. 지질은 또한 스테로이드 호르몬의 기초를 형성한다.

## 물질대사
사람 및 다른 동물들의 주요 식이 지질은 트라이글리세라이드, 스테롤, 인지질이다. 지질 대사 과정은 지질을 합성 및 분해하고 개별 조직의 특징적인 구조적 지질 및 기능적 지질을 생성한다.

### 생합성
동물이 식이 탄수화물을 과량 섭취할 때 과잉의 탄수화물은 트라이글리세라이드로 전환된다. 여기에는 아세틸-CoA로부터 지방산을 합성하고, 지방생합성이라고 불리는 과정인 트라이글리세라이드의 생성에서 지방산의 에스터화가 포함된다. 지방산은 아세틸-CoA 단위체를 중합한 후에 환원시키는 지방산 생성효소에 의해 만들어진다. 지방산의 아실 사슬은 아세틸기를 첨가하고, 이를 알코올로 환원시키고, 알켄으로 탈수시킨 다음, 알케인으로 다시 환원시키는 반응 사이클에 의해 신장된다. 지방산 생합성의 효소들은 동물과 균류에서 두 부류로 나뉘며, 모든 지방산 생성효소의 반응들은 하나의 다기능성 단백질에 의해 수행된다. 반면에 식물의 색소체 및 세균에서는 별도의 효소들이 대사 경로의 각 단계를 수행한다. 지방산은 트라이글리세라이드로 전환되고 지질단백질로 포장된 다음, 간에서 분비될 수 있다.
불포화 지방산의 합성은 불포화 반응을 수반하며, 이중 결합이 지방산 아실 사슬에 도입된다. 예를 들어, 사람에서 스테아로일-CoA 불포화효소-1에 의한 스테아르산의 불포화로 올레산이 생성된다. 이중 불포화 지방산인 리놀레산 및 삼중 불포화 지방산인 α-리놀렌산은 포유류에서 합성될 수 없는 필수 지방산이기 때문에 음식물로부터 섭취해야 한다.
트라이글리세라이드의 합성은 지방산 아실-CoA 아실기가 글리세롤 3-인산 및 다이아실글리세롤의 하이드록시기로 전달되는 대사 경로에 의해 소포체에서 일어난다.
카로티노이드를 포함하는 테르펜 및 아이소프레노이드는 반응성 전구물질인 아이소펜테닐 피로인산 및 다이메틸알릴 피로인산으로부터 공여된 아이소프렌 단위의 조립 및 변형에 의해 만들어진다. 이들 전구물질은 다른 방식으로도 만들어질 수 있다. 동물 및 고균에서 이들 전구물질은 메발론산 경로에 의해 아세틸-CoA로부터 생성된다. 반면에 식물 및 세균에서 이들 전구물질은 비메발론산 경로에 의해 피루브산 및 글리세르알데하이드 3-인산으로부터 생성된다. 이들 활성화된 아이소프렌 공여체를 사용하는 한 가지 중요한 반응은 스테로이드 생합성이다. 여기서 아이소프렌 단위체는 스쿠알렌을 만들기 위해 서로 결합한 다음 접혀져서 고리들을 형성하여 라노스테롤을 만들게 된다. 라노스테롤은 콜레스테롤 및 에르고스테롤과 같은 다른 스테로이드로 전환될 수 있다.

### 분해
β 산화는 지방산이 미토콘드리아나 퍼옥시좀에서 분해되어 아세틸-CoA를 생성하는 대사 과정이다. 대부분의 지방산은 지방산 합성의 역과정과 유사하지만 동일하지는 않는 메커니즘에 의해 산화된다. 즉, 탈수소화, 수화, 산화 단계 후에 β-케토아실-CoA를 형성하고, β-케토아실-CoA는 싸이올첨가분해에 의해 지방산의 카복실 말단으로부터 2개의 탄소 단편 만큼 순차적으로 분해된다. 그런 다음, 아세틸-CoA는 시트르산 회로 및 산화적 인산화를 통해 궁극적으로 이산화 탄소(CO2)와 물(H2O)로 전환되고, 이 과정에서 방출되는 에너지를 사용해서 ATP를 합성한다. 따라서 포도당이 없거나 거의 없는 경우에 에너지를 생성하기 위해 지방이 분해될 때, 지방의 분해로 생성된 아세틸-CoA는 시트르산 회로에서 사용된다. 지방산인 팔미트산이 완전히 산화될 때 에너지 수율은 106 ATP이다. 불포화 지방산 및 홀수 지방산은 분해를 위한 추가적인 효소 촉매 단계를 필요로 한다.

## 영양과 건강
음식에서 발견되는 대부분의 지질은 트라이글리세라이드, 콜레스테롤, 인지질의 형태이다. 일부 식이 지질은 지용성 비타민(비타민 A, 비타민 D, 비타민 E, 비타민 K) 및 카로티노이드의 흡수를 촉진하기 위해 필요하다. 사람 및 다른 포유류들은 음식물에서 얻는 단순한 전구물질로부터 필수 지방산을 합성할 수 없기 때문에 리놀레산(오메가-6 지방산) 및 α-리놀렌산(오메가-3 지방산)과 같은 특정 필수 지방산을 음식물로 반드시 섭취해야 한다. 리놀레산과 α-리놀렌산은 이중 결합의 수와 위치가 다른 18탄소 다불포화 지방산이다. 대부분의 식물성 기름에는 리놀레산(홍화유, 해바라기씨유, 옥수수기름)이 풍부하다. α-리놀렌산은 식물의 녹색 잎, 선별된 종자, 견과류 및 콩과 식물(특히, 아마, 유채, 호두, 콩)에서 발견된다. 생선기름에는 긴 사슬 오메가-3 지방산인 에이코사펜타엔산(EPA)과 도코사헥사엔산(DHA)이 특히 풍부하다. 많은 연구에서 유아 발달, 암, 심혈관계 질환, 다양한 정신질환(예: 우울증, 주의력결핍 과잉행동장애, 치매)에 대해 오메가-3 지방산의 섭취와 관련한 긍정적인 건강 상의 이점을 보여주었다. 반면에, 부분적으로 수소화된 식물성 기름에 존재하는 트랜스 지방의 섭취는 심혈관계 질환의 위험 인자라는 것이 잘 알려져 있다. 건강에 좋은 불포화 지방은 과도한 조리 과정에 의해 트랜스 지방으로 전환될 수 있다.
몇 가지 연구에 따르면 총 식이 지방의 섭취는 비만 과 당뇨병의 위험 증가와 관련이 있다. 그러나 여성 건강 이니셔티브 식이 수정 시험, 49,000명의 여성들을 대상으로 한 8년 간의 연구, 간호사 건강 연구, 건강 전문가 후속 연구를 포함한 많은 연구에서 그러한 연관성은 밝혀지지 않았다. 이러한 연구들 중 어느 것도 지방의 칼로리 비율과 암, 심장병, 체중 증가의 위험 사이의 연관성을 제시하지 못했다. 하버드 T.H. 챈 보건대학원의 영양학과에서 관리하는 웹사이트인 "Nutrition Source"는 식이 지방의 영향에 대한 현재의 증거를 다음과 같이 요약하고 있다. "하버드에서 실시된 많은 세부 연구 결과에 따르면 식이에서 지방의 총량은 실제로 체중이나 질병과 관련이 없는 것으로 나타났다."

## 같이 보기
- 고체 지질 나노입자
- 에멀션 시험
- 지질 미세영역
- 막 지질
- 지방
- 지질 신호전달
- 지질체학
- 단백질-지질 상호작용
- 페놀 지질

### 참고 문헌
- Bhagavan NV (2002). 《Medical Biochemistry》. San Diego: Harcourt/Academic Press. ISBN 978-0-12-095440-7.
- Devlin TM (1997). 《Textbook of Biochemistry: With Clinical Correlations》 4판. Chichester: John Wiley & Sons. ISBN 978-0-471-17053-2.
- Stryer L, Berg JM, Tymoczko JL (2007). 《Biochemistry》 6판. San Francisco: W.H. Freeman. ISBN 978-0-7167-8724-2.
- van Holde KE, Mathews CK (1996). 《Biochemistry》 2판. Menlo Park, California: Benjamin/Cummings Pub. Co. ISBN 978-0-8053-3931-4.